# Globimetula assiana
Globimetula assiana là một loài thực vật có hoa trong họ Loranthaceae. Loài này được (Balle) Wiens & Polhill mô tả khoa học đầu tiên năm 1992.